# Андрей Новаков
Андрей Гришев Новаков е български политик от партия ГЕРБ и евродепутат в групата на Европейската народна партия (ЕНП) от 2014 година. През 2023 г. Андрей Новаков влезе в класация „Топ 100 на най-влиятелните евродепутати“ – EUmatrix. Борбата за правата на транспортния бранш е една от големите каузи на Новаков през годините. За пръв път в историята на Европейския парламент по негова инициатива се събират над 44 хиляди подписа срещу опашките по границите, относно отстояването интересите на шофьорите, превозвачите и жителите на пограничните райони.
При встъпването си в длъжност е най-младият член на Европейския парламент и един от най-младите в историята на институцията. Лауреат на класацията на списание Форбс „30 под 30“ за най-успешни млади хора в Европа, категория „Политика“. Създател е на първата българска програма на ЕС – A. L. E. C. O.
На 6 октомври 2015 година Европейският парламент одобрява доклада „Новаков“, след който България получава 6,377 милиона евро финансова помощ за справяне с последствията от наводненията и тежката зима през същата година.
Автор и вносител е на доклад за отпускане на 380 000 евро за техническа помощ към най-големия фонд на ЕС за подкрепа на уволнени работници – Европейският фонд за приспособяване към глобализацията.
През януари 2017 година е избран за вицекоординатор на Европейска народна партия в Комисия по Регионално развитие на ЕП, а през юли 2019 и за координатор.
През 2023 г. Андрей Новаков внесе в ЕП над 44 000 подписа срещу опашките по границите, с което се цели да се сложи край на чакането и мъките на шофьорите и на жителите в пограничните райони.

## Биография

### Произход и детство
Андрей Новаков е роден в Пазарджик, но израства в с. Момина клисура. Той е първо дете в семейството на Гриша Новаков и Марина Павлова. Родителите, както и по-голямата част от семейството му, са служители или миньори при изграждането на електрическите централи, тунели и язовири от каскадата Белмекен. В село Момина клисура учи до 7-и клас в Основно училище Св. „Климент Охридски“. Основното си и средно образование завършва в софийската Професионална гимназия по електротехника и автоматика (бивша „Киров“) със специалност „Електрически централи, мрежи и системи“ и е сред отличниците на випуска. Участва в списването на училищния вестник „Кировец“.

### Образование
След завършване на средното си образование се мести в Благоевград, където учи паралелно две специалности в Югозападен университет „Неофит Рилски“. През 2011 година придобива бакалавърска степен с „Отличен“ по „Публична администрация“, като по време на образованието си изучава Мениджмънт и управленски технологии, Теория на управлението, Местно самоуправление, Регионална икономика и Публични финанси. През 2014 година придобива магистърска степен по „Право“ с „Много добър“ и се специализира в областта на правните науки.
През ноември 2014 година специализира в Съединените американски щати по програма за млади лидери, включваща обучения в Държавния департамент на САЩ и Пентагона.

## Професионален път
От 2008 до 2011 г. е избран за председател на Студентски парламент към Правно-исторически факултет на Югозападен университет „Неофит Рилски“, като бива преизбран на поста и за втори мандат. За кратко е бил главен редактор на студентския вестник „ВестникЪТ“. През 2011 година е избран за заместник-председател на най-голямата студентска организация в Европа – Европейските студенти демократи (European Democrat Students). През 2012 г. на Конгрес на организацията в Берлин е единственият зам.-председател, преизбран на поста си и е първият българин, служил два мандата в Изпълнителното бюро на ЕДС.
От 2011 до 2014 година работи като експерт „Връзки с обществеността“ в община Благоевград, част от екипа на кмета д-р Атанас Камбитов. В общинска администрация е зает с медийната политика на общината и международната ѝ дейност.
В края на 2008 година става член на ГЕРБ в Благоевград. Последователно заема позиции като Областен координатор на Младежи ГЕРБ-Благоевград, Международен секретар на Младежи ГЕРБ, а преди да стане Член на Европейски парламент, е бил и кандидат за Народен представител в България, от МИР 1.

### Член на Европейския парламент
Встъпва в длъжност след като Томислав Дончев е избран за вицепремиер във второто правителство на ГЕРБ. Става член на Комисията по Регионално развитие, заместник-член в Комисията по Бюджети и Комисията по Бюджетен контрол. Вносител и автор е на десетки доклади, декларации и резолюции, насочени към намаляване на бюрокрацията, гарантиране на безвъзмездното финансиране за по-бедни и развиващи се региони, както и към насърчаване на младежката безработица. Работи пряко по доклади за ефективността на вътрешния воден транспорт в Европа, прегледа на многогодишната финансова рамка, оценката на младежката програма на ЕС Еразъм+ и други. Той е и докладчик в сянка и по проект за изменение на бюджета на ЕС, свързан с териториална и социална кохезия, редица доклади за отпускане на финансова помощ на пострадали от световната икономическа криза предприятия.
В края на 2015 година Европейският парламент приема инициираната от него резолюция за намаляване на бюрокрацията в европейските фондове с над 90% от гласовете.
През 2019 година е избран отново за евродепутат от ГЕРБ, в групата на Европейската народна партия. Заместник-председател е на три комисии – Транспорт и туризъм, Бюджетен контрол и Делегацията за връзки с Израел. Член е на: Комисия по бюджети, Комисия по регионално развитие и Делегацията в Парламентарния комитет по стабилизиране и асоцииране ЕС – Албания. През 2023 година Новаков е поставен на 94-то място сред най-влиятелните евродепутати в ежегодна класация на неправителствената организация EU Matrix.